# آلان لیناردو
آلان لیناردو (به پرتغالی: Alan Leandro da Silva Pinheiro) مهاجم اهل برزیل است که در شهر Carapicuíba و در تاریخ ۱۴ ژانویهٔ ۱۹۸۹ به دنیا آمده‌است.
آلان لیناردو در تیم‌های فوتبال CA Penapolense سابقهٔ حضور دارد.